# Instinto y deseo
Instinto y deseo es el título del séptimo álbum de estudio grabado por el cantautor puertorriqueño-estadounidense de salsa Víctor Manuelle. Fue lanzado al mercado bajo el sello discográfico Sony Discos el 30 de enero de 2001. El álbum fue nominado al Grammy Latino por Mejor Álbum Tropical en el año 2002.

## Lista de canciones
| Instinto y deseo |                                    |                       |          |  |
| N.º              | Título                             | Escritor(es)          | Duración |  |
| 1.               | «No eres la mujer»                 | Diego Javier González | 4:49     |  |
| 2.               | «Me da lo mismo»                   | Omar Alfanno          | 4:32     |  |
| 3.               | «Lejos»                            | Ramón Rodríguez       | 4:50     |  |
| 4.               | «Cómo se lo explico al corazón»    | Héctor Rivera         | 4:41     |  |
| 5.               | «Quisiera inventar»                | Diego Javier González | 4:40     |  |
| 6.               | «Te voy a encontrar»               | Omar Alfanno          | 4:48     |  |
| 7.               | «Instinto y deseo» (Versión salsa) | Héctor Gustavo        | 4:23     |  |
| 8.               | «Ni un día más»                    | Gustavo Márquez       | 4:31     |  |
| 9.               | «Así fue»                          | Juan Gabriel          | 4:44     |  |
| 10.              | «Instinto y deseo» (Versión pop)   | Héctor Gustavo        | 4:23     |  |

## Posicionamiento en las listas
| Lista (2001)                         | Máxima posición |
| ------------------------------------ | --------------- |
| U.S. Billboard 200                   | 197             |
| U.S. Billboard Top Latin Albums      | 1               |
| U.S. Billboard Tropical/Salsa Albums | 1               |

### Sucesión y posicionamiento
| Predecesor: Historia de un ídolo, vol. 1 de Vicente Fernández | U.S. Billboard Top Latin Albums — Álbum N°. 1 17 de febrero de 2001 - 23 de febrero de 2001 | Sucesor: Paulina de Paulina Rubio |

| Predecesor: Bachatahits 2001 de Varios artistas | U.S. Billboard Tropical/Salsa Albums — Álbum N°. 1 17 de febrero de 2001 - 23 de febrero de 2001 | Sucesor: Son by Four de Son by Four |

- Datos: Q6038951